# Jöns Svanberg
Jöns Svanberg (Ytterbyn, 6 luglio 1771 – Uppsala, 15 gennaio 1851) è stato uno scienziato e religioso svedese.

## Biografia

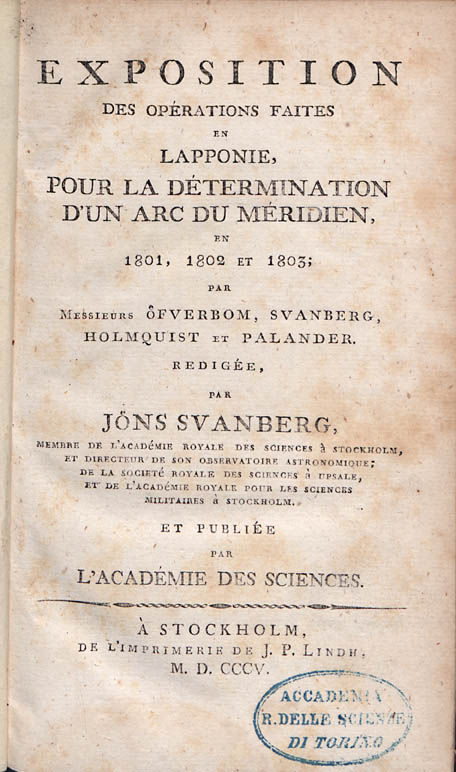
Exposition des opérations faites en Lapponie, 1805

Si iscrisse all'università di Uppsala a 16 anni e conseguì il dottorato nel 1794. Nel 1806, diventò professore di esplorazione e nel 1811 di matematica.
Nel 1798, diventò membro dell'accademia svedese delle scienze, di cui fu segretario dal 1803 al 1811. Fondò l'associazione di nuotatori Upsala Simsällskap e il monte Svanbergfjellet gli è dedicato.

## Opere
- (FR) Exposition des opérations faites en Lapponie, pour la détermination d'un arc du méridien en 1801, 1802 et 1803, Stoccolma, Johan Pehr Lindh, 1805.